# Quy Đạt
Quy Đạt là thị trấn huyện lỵ của huyện Minh Hóa, tỉnh Quảng Bình, Việt Nam.

## Địa lý
Thị trấn Quy Đạt nằm ở phía đông huyện Minh Hóa, có vị trí địa lý:
- Phía đông giáp xã Minh Hóa
- Phía tây giáp xã Xuân Hóa
- Phía nam giáp xã Trung Hóa
- Phía bắc giáp xã Yên Hóa.

Thị trấn Quy Đạt có diện tích 15,27 km², dân số năm 2019 là 7.608 người, mật độ dân số đạt 498 người/km².
Quốc lộ 12A chạy qua địa bàn thị trấn Quy Đạt. Ngoài ra có tuyến giao thông thủy là sông Gianh chảy qua địa phận thị trấn.

## Lịch sử
Phần lớn địa bàn thị trấn Quy Đạt hiện nay trước đây là xã Quy Hóa thuộc huyện Minh Hóa.
Thị trấn Quy Đạt được thành lập vào ngày 11 tháng 8 năm 2000 trên cơ sở 722 ha diện tích tự nhiên và 4.763 người của xã Quy Hóa, 15,8 ha diện tích tự nhiên và 137 người của xã Yên Hóa; 20,15 ha diện tích tự nhiên và 226 người của xã Xuân Hóa.
Đến năm 2019, thị trấn Quy Đạt có diện tích 7,98 km², dân số là 6.279 người, mật độ dân số đạt 787 người/km². Xã Quy Hóa có diện tích 7,29 km², dân số là 1.329 người, mật độ dân số đạt 182 người/km².
Ngày 10 tháng 1 năm 2020, Ủy ban Thường vụ Quốc hội ban hành Nghị quyết số 862/NQ-UBTVQH14 về việc sắp xếp các đơn vị hành chính cấp xã thuộc tỉnh Quảng Bình (nghị quyết có hiệu lực từ ngày 1 tháng 2 năm 2020). Theo đó, sáp nhập toàn bộ diện tích và dân số của xã Quy Hóa vào thị trấn Quy Đạt.